# You’re my heart, you’re my soul
You're My Heart, You're My Soul е първият сингъл от германския европоп дует Modern Talking от дебютния им албум The Album 1st. Сингълът е издаден на 29 октомври 1984 г., но влиза в Топ-40 в Германия на 21 януари и в Топ-10 на № 9 в Германия на 28 януари 1985 г., почти три месеца след датата на неговото пускане. След още пет седмици достига върха на немския сингъл чарт, прекара шест седмици на първа позиция в Германия и общо 25 седмици в рамките на германската Single Chart в крайна сметка достига платинен статус за продажбата с над 250 000 копия у дома. "You're My Heart, You're My Soul" се смята за най-добре продаваният им сингъл в световен мащаб, надхвърлил 8 милиона копия.
Сингълът е сертифициран златен във Франция за продажбата с над 500 000 копия.
Сингълът е преиздаден през 1998 г., "You're My Heart, You're My Soul '98" за събиране на дуото. Сингълът жъне подобен успех отново получава платинена награда за продажба на над 500 000 бройки само в Германия. 

## Класация в чартовете
| Чарт (1985)          | Върхова позиция |
| -------------------- | --------------- |
| Германия             | 1               |
| Австрия              | 1               |
| Франция              | 3               |
| Нидерландия          | 6               |
| Норвегия             | 3               |
| Швеция               | 3               |
| Швейцария            | 1               |
| Обединеното кралство | 56              |